# Minóg grecki
Minóg grecki, minog grecki (Caspiomyzon hellenicus) – gatunek europejskiego, słodkowodnego, pasożytniczego bezżuchwowca z rodziny minogowatych (Petromyzontidae). Dawniej zaliczano go do rodzaju Eudontomyzon obecnie umieszczany jest w rodzaju Caspiomyzon.

## Zasięg występowania
Endemit, występuje wyłącznie w Grecji, w trzech potokach w dorzeczu rzeki Struma. Gatunek krytycznie zagrożony wyginięciem. 
Dawniej zaliczano do tego gatunku również populację żyjącą w dorzeczu rzeki Louros w północno-zachodniej Grecji, lecz obecnie jest ona wyróżniana jako odrębny gatunek – Eudontomyzon graecus.

## Budowa ciała
Osiąga 10–16 cm długości całkowitej i do 7,5 g masy. Wzdłuż tułowia od 53 do 63 miomerów. Procentowe proporcje długości poszczególnych części ciała są następujące: odcinek przedskrzelowy 8,4–13,1% długości całkowitej ciała, odcinek skrzelowy 9,5–12,4%, tułów 46,4–54,7%, ogon 26,2–33%, oko 1,3–2,1%, pysk 4,4–8,9%. Średnica [jelito|jelita wynosi 0,05–0,1 cm. Płetwa ogonowa jest zaokrąglona.
Ubarwienie grzbietu i boków dorosłego, zakonserwowanego, osobnika jest szare, zaś brzucha jasnobrązowe. Płetwa ogonowa szara do czarnej.

## Biologia i ekologia

### Tryb życia
Żyje w płytkich, przejrzystych i dość szybko płynących potokach o żwirowym, częściowo kamienistym i częściowo porośniętym roślinnością dnie. Ślepice żyją zagrzebane w bogatym w detrytus piaszczystym bądź gliniastym dnie. Osobniki dorosłe są spotykane na głębokości 25–75 cm w miejscach o dnie mulistym, zwłaszcza wśród zatopionych korzeni i roślin wodnych. 
Gatunek krótko żyjący. Metamorfoza odbywa się w grudniu a osobniki dorosłe żyją tylko 3–4 miesiące.

### Odżywianie
W przeciwieństwie do większości minogów nie jest gatunkiem pasożytniczym. Ślepice żywią się detrytusem, zaś osobniki dorosłe są filtratorami żywiącymi się planktonem w tym glonami.

### Rozród
Tarło odbywa się w okresie od grudnia do maja.

## Zagrożenie i ochrona
Głównymi zagrożeniami są zanieczyszczenie wód oraz zabudowa hydrotechniczna.